# Genyorchis macrantha
Genyorchis macrantha är en orkidéart som beskrevs av Victor Samuel Summerhayes. Genyorchis macrantha ingår i släktet Genyorchis och familjen orkidéer. IUCN kategoriserar arten globalt som sårbar. Inga underarter finns listade i Catalogue of Life.